# Eppur si muove (serie televisiva)
Eppur si muove (titolo internazionale: And Yet it Moves) è una produzione televisiva in tecnica mista, ideata da Sergio Manfio (che firma anche la regia) e Francesco Manfio, prodotta da Rai Fiction e Gruppo Alcuni.
Protagonisti della serie sono il Capo (Sergio Manfio) e il suo Assistente (Francesco Manfio), che interagiscono insieme ai personaggi animati: il camaleonte Lea, i fenicotteri gemelli Lello & Lella, il merlo indiano Rossino.
La serie è composta da tre stagioni di tredici episodi, per un totale di 39, di dieci minuti ciascuno. Questa serie ha raggiunto due primati: la prima serie italiana girata in alta definizione, e la prima serie televisiva europea per ragazzi realizzata in tecnica mista.
La prima serie smonta i meccanismi di produzione di un cartone animato per spiegarli ai ragazzi in modo chiaro e divertente, in tutte le sue fasi. La seconda serie narra di creatività e fiabe, mentre la terza si sposta sul genere giallo, dove le tredici puntate che la compongono sono altrettanti piccoli gialli che gli spettatori saranno chiamati a risolvere, mettendo alla prova le loro doti di osservazione.

## Ambientazioni
- La fiaba di Cappuccetto Rosso

Nella prima serie, i protagonisti devono aiutare il lupo della fiaba di Cappuccetto Rosso che, stanco di recitare di continuo la parte del cattivo, vuole un ruolo diverso. L'unico modo per farlo è “ridisegnare” letteralmente la fiaba, inserendovi un nuovo personaggio. Viene scelto un mago che aiuterà il lupo a cambiare il proprio ruolo nella storia.
Nel far questo i protagonisti insegneranno ai giovani telespettatori “come si fa un cartoon”, dall'invenzione del personaggio e dallo studio delle sue espressioni fino alla realizzazione dell'animazione e al doppiaggio.
- La fiaba della Bella Addormentata nel Bosco

La seconda serie si apre con lo studio in subbuglio: la Strega Cattiva ha infatti rubato i disegni che servivano per concludere la fiaba della Bella Addormentata nel Bosco!
Per aiutare la Principessa a incontrare il suo Principe Azzurro, i nostri eroi sono costretti a usare il Cartoon Gate, a inseguire la Strega Cattiva e a cercare di recuperare i disegni mancanti. Entreranno così nel mondo delle fiabe dove dovranno risolvere, con l'aiuto della creatività, complessi ma spassosissimi enigmi.
- L'attacco alieno

La terza serie inizia con Broccolo, Becchime e il loro Capo, tre improbabili extraterrestri sbarcati nella Città dei Cartoni con l'intento di distruggerla. Impacciati e goffi, lasciano dietro di sé numerose tracce durante i loro ridicoli tentativi di sabotaggio e stimolano quindi la curiosità e lo spirito d'osservazione dei disegnatori di cartoni animati Sergio e Francesco e dei loro insostituibili aiutanti. Humour, azione e colpi di scena caratterizzano la terza serie che si basa su una ricetta ormai collaudata: coinvolgere il giovane telespettatore e renderlo protagonista attivo davanti allo schermo popolato da personaggi briosi, siano essi cartoni animati o umani in carne ed ossa.
- Eppur si muove - Galileo

In questa serie, i protagonisti si ritroveranno nello studio di Galileo. Faranno conoscenza con lo stesso Galileo, ma anche con un perfido topo che era stato precedentemente aiutante dello scienziato, e che ora medita scopi loschi.

## Personaggi

### Attori
- Il capodisegnatore Sergio - è il responsabile dello studio. Pasticcione e saputello, con il suo modo di fare mette spesso in discussione il successo dell'impresa.
- L'assistente Francesco - l'assistente abile e scaltro che risolve sempre ogni problema.

### Personaggi animati
- Lea - è una simpatica femmina di camaleonte che aiuta Francesco nel suo lavoro, svolgendo il suo compito con meticolosità ed attenzione.
- Lello e Lella - la coppia di uccelli gemelli che, con i loro battibecchi, fanno ridere “a crepapenne”.
- Rossino - È un merlo saputello e dispettoso, aiutante di Sergio, che spesso supera per sbadataggine. Ma nonostante tutto è molto divertente proprio per questo suo ruolo.
- Ugo - il famoso lupo della fiaba di Cappuccetto Rosso.
- Galileo Galilei